# Amiga
Amiga е семейство персонални компютри, въведени от Комодор Интернешънъл през 1985 г. Първоначалният модел има 16- или 32-битов процесор, 256 kB или повече RAM, графичен интерфейс с мишка и значително подобрени графики и звук спрямо предишните 8-битови системи. Amiga са базирани на микропроцесор Motorola 68000 и се различават от останалите компютри по това време с това, че включват специализиран хардуер, позволяващ възпроизвеждане на по-добри графики и звук, включително спрайтове и блитери. Операционната система, който се използва, е AmigaOS.
През юли 1985 г. се повява Amiga 1000, но проблеми при производството му водят до това, че моделът става широко достъпен едва в началото на 1986 г. Най-продаваният модел, Amiga 500, е въведен през 1987 г. заедно с по-мощния Amiga 2000. През 1990 г. Amiga 3000 вижда бял свят, последван от Amiga 500 Plus и Amiga 600 през март 1992 г. Към края на 1992 г. са пуснати в продажба Amiga 1200 и Amiga 4000. От края на 1980-те до началото на 1990-те години са продадени около 4,85 милиона компютри от гамата Amiga.
Макар първите реклами да лансират компютъра като многоцелева бизнес машина, особено когато е оборудвана с хардуера за съвместимост Sidecar, Amiga всъщност пожънва най-голям успех като домашен компютър, разполагайки с широк набор от игри и творчески софтуер. Хардуерът и софтуер Video Toaster спомага на Amiga да стане популярен сред видео продуцентите, докато аудио хардуерът на Amiga го превръща в популярна платформа и сред музикалните продуценти.
Слабият маркетинг и неуспехът на по-късните модели да повторят технологичния напредък на първите модели водят до това, че Комодор започва бързо да губи пазарния си дял, особено на фона на бързо поевтиняващите IBM PC-съвместими компютри и четвъртото поколение игрални конзоли.
През април 1994 г. Комодор фалира, след като конзолата Amiga CD32 не се пласира добре на пазара. В днешно време белгийската компания Hyperion Entertainment поддържа и разработва AmigaOS 4, която е официален и пряк наследник на AmigaOS 3.1 – последната операционна система на Комодор за оригиналните компютри Amiga.